# دانشگاه سالیوان
دانشگاه سالیوان یک دانشگاه خصوصی و انتفاعی مستقر در لوئیزویل، کنتاکی است. این دانشگاه برای ارائه گواهینامه‌ها و دیپلم، کاردانی، لیسانس، کارشناسی ارشد و دکترا توسط شورای کنتاکی در زمینه تحصیلات تکمیلی و انجمن جنوبی کالج‌ها و کمیسیون مدارس تأیید شده‌است. دانشگاه سالیوان در حال حاضر دارای پردیس‌های فیزیکی در لوئیزویل، لکسینگتون، فورت ناکس و یک مرکز آموزشی در لوئیزا ، کنتاکی است. اکثر برنامه‌های تحصیلی دانشگاه نیز به صورت آنلاین یا در قالب ترکیبی در دسترس هستند.